# ميخائيل جون غارسيس
ميخائيل جون غارسيس هو كاتب كوبي، ولد في 1967.